# Purbach (cráter)

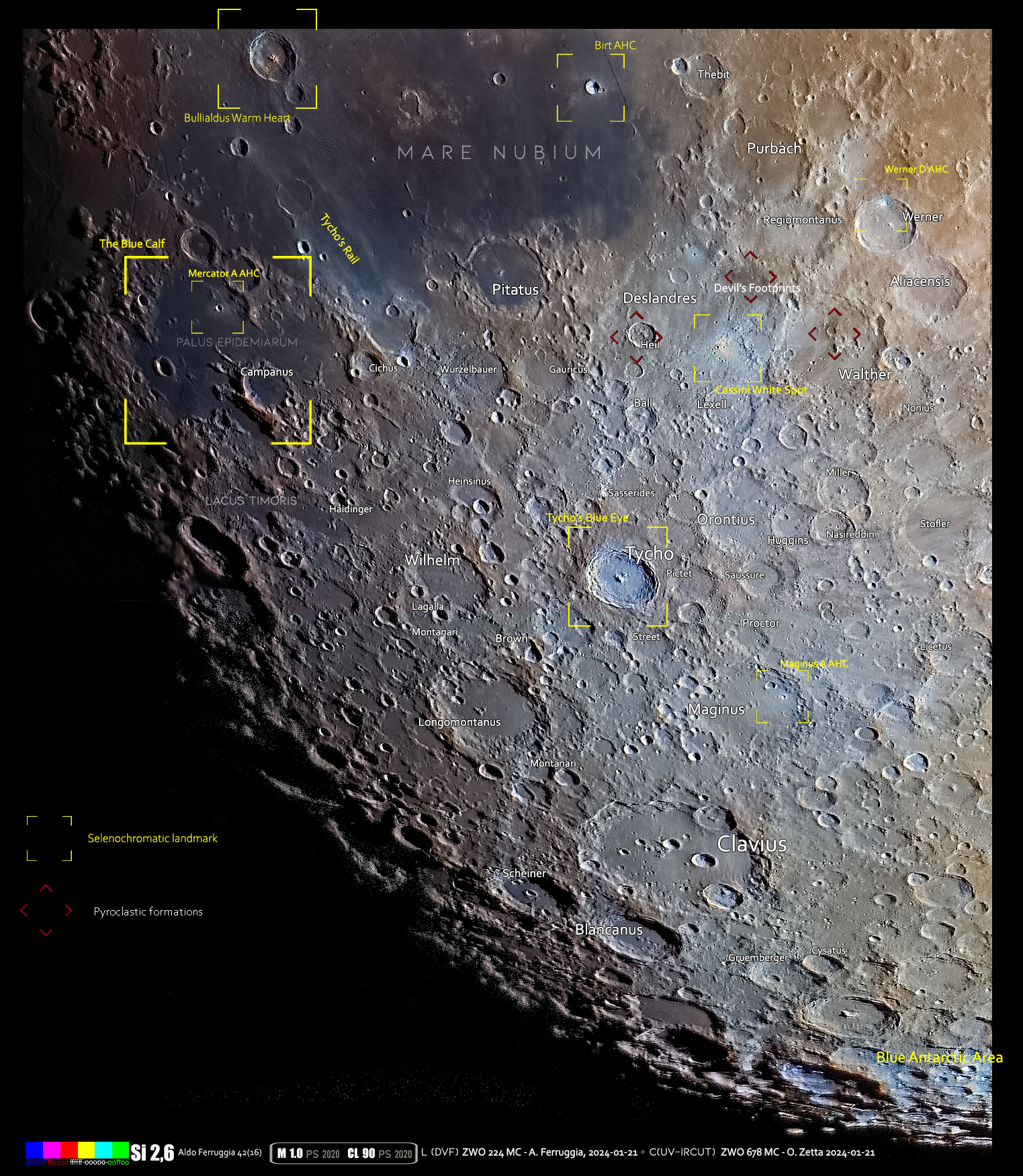
Área del cráter en formato selenocromático

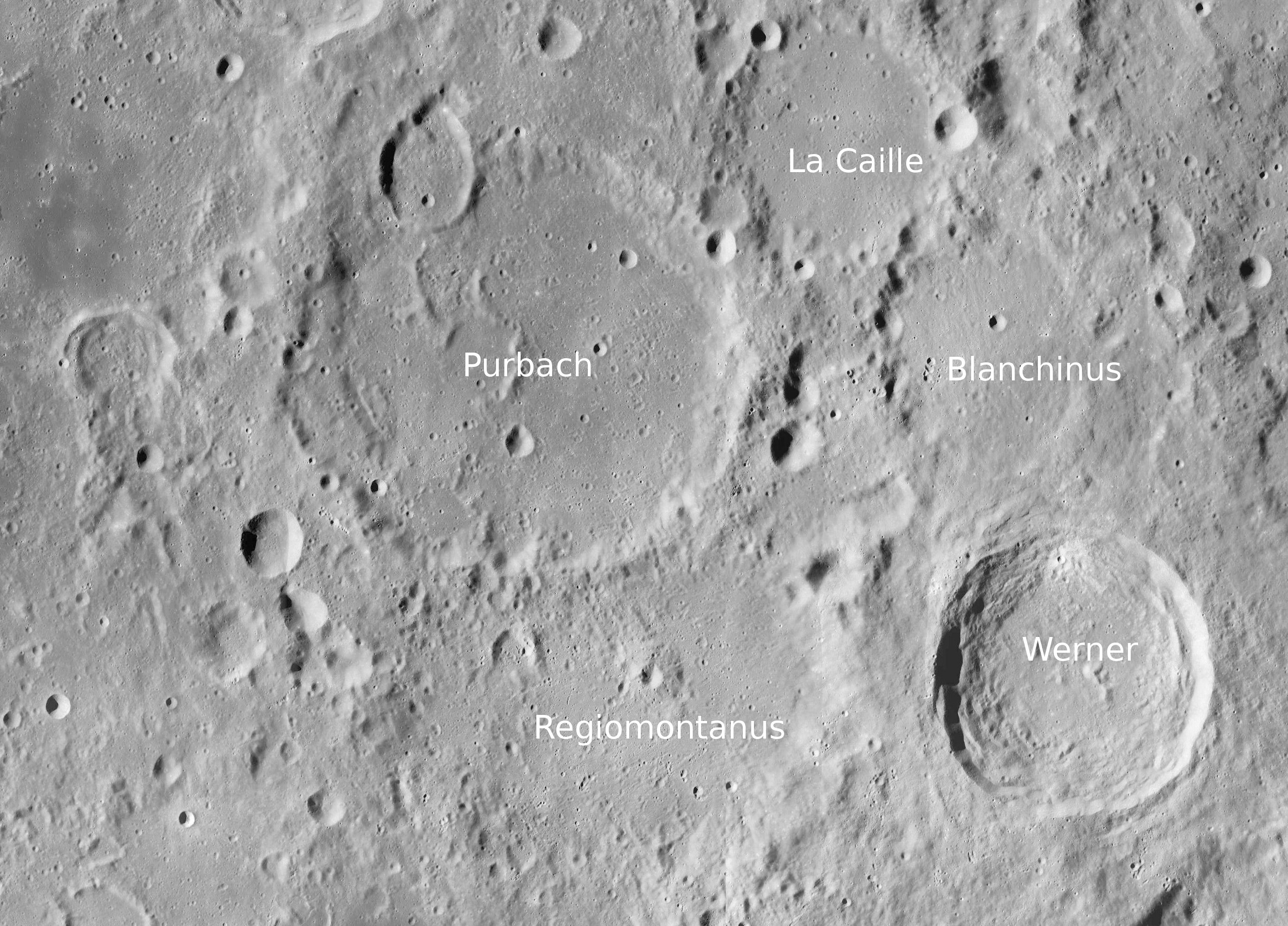
Fotografía de la misión Lunar Reconnaissance Orbiter

Purbach es un gran cráter de impacto localizado en las tierras altas del sureste de la Luna. El desfigurado cráter Regiomontanus está unido a su borde sur. Al noroeste se halla Thebit y justo al noreste se encuentra La Caille.
|  |  |

La pared exterior de Purbach está muy desgastada, y la sección más intacta se localiza en los flancos este y noreste. El borde compartido entre Purbach y Regiomontanus es discontinuo y escarpado. La pared está deformada en el borde occidental, dando la apariencia de un borde doble, con el segundo borde distendido hacia el oeste. La pared norte está casi completamente destruida, con Purbach G atravesando el borde noroeste.
El suelo del cráter es relativamente suave en la mitad oriental, con una serie baja de crestas y un contorno palimpsesto parcial justo al oeste del punto medio del cráter. Si el cráter tuvo un pico central, ha desaparecido o forma parte de las crestas al oeste.
Durante algunas horas antes del primer tercio del ciclo lunar, el borde del cráter forma parte del fenómeno visual denominado "X lunar", en el que una forma de "X" aparece brevemente sobre el terminador de la Luna mientras la luz del Sol ilumina las cumbres de las colinas sombreadas.
Purbach lleva el nombre del astrónomo austriaco Georg von Peuerbach. Como muchos de los cráteres de la cara visible de la Luna, fue nombrado (en la forma latina, 'Purbachius') por Giovanni Riccioli, cuyo sistema de la nomenclatura de 1651 se ha estandardizado posteriormente. Los cartógrafos lunares anteriores habían dado al cráter diversos nombres: en el mapa de Michael van Langren de 1645 se denominaba "Christierni IV Reg. Daniae" por el rey Cristián IV de Dinamarca,; y Johannes Hevelius agrupó Purbach y Regiomontanus bajo el nombre de "Mons Libanus" en referencia a la cordillera del Líbano.

## Cráteres satélite
Por convención estos elementos son identificados en los mapas lunares poniendo la letra en el lado del punto medio del cráter que está más cercano a Purbach.
|         | \| Purbach \| Coordenadas \| Diámetro \| \| ------- \| ---------------------------- \| -------- \| \| A \| 26°06′S 1°54′O / -26.1, -1.9 \| 8 km \| \| B \| 26°54′S 4°12′O / -26.9, -4.2 \| 16 km \| \| C \| 27°42′S 4°36′O / -27.7, -4.6 \| 18 km \| \| D \| 22°48′S 1°36′O / -22.8, -1.6 \| 12 km \| \| E \| 21°42′S 0°42′O / -21.7, -0.7 \| 23 km \| \| F \| 24°36′S 0°00′E / -24.6, -0.0 \| 9 km \| \| G \| 23°54′S 2°48′O / -23.9, -2.8 \| 27 km \| \| H \| 25°30′S 5°36′O / -25.5, -5.6 \| 29 km \| \| J \| 27°30′S 3°54′O / -27.5, -3.9 \| 12 km \| \| K \| 25°12′S 4°36′O / -25.2, -4.6 \| 8 km \| \| L \| 25°06′S 5°00′O / -25.1, -5.0 \| 17 km \| \| M \| 24°48′S 4°24′O / -24.8, -4.4 \| 17 km \| \| N \| 26°12′S 5°24′O / -26.2, -5.4 \| 7 km \| \| O \| 24°42′S 3°48′O / -24.7, -3.8 \| 5 km \| \| P \| 26°24′S 3°42′O / -26.4, -3.7 \| 5 km \| \| Q \| 25°54′S 0°00′E / -25.9, -0.0 \| 4 km \| \| R \| 26°30′S 3°12′O / -26.5, -3.2 \| 4 km \| \| S \| 27°18′S 2°18′O / -27.3, -2.3 \| 9 km \| \| T \| 24°36′S 0°54′O / -24.6, -0.9 \| 5 km \| \| U \| 27°00′S 2°00′O / -27.0, -2.0 \| 15 km \| \| V \| 26°42′S 0°18′O / -26.7, -0.3 \| 6 km \| \| W \| 25°30′S 2°18′O / -25.5, -2.3 \| 20 km \| \| X \| 25°24′S 1°06′O / -25.4, -1.1 \| 4 km \| \| Y \| 25°48′S 6°48′O / -25.8, -6.8 \| 16 km \| |          |
| Purbach | Coordenadas | Diámetro |
| A       | 26°06′S 1°54′O / -26.1, -1.9 | 8 km     |
| B       | 26°54′S 4°12′O / -26.9, -4.2 | 16 km    |
| C       | 27°42′S 4°36′O / -27.7, -4.6 | 18 km    |
| D       | 22°48′S 1°36′O / -22.8, -1.6 | 12 km    |
| E       | 21°42′S 0°42′O / -21.7, -0.7 | 23 km    |
| F       | 24°36′S 0°00′E / -24.6, -0.0 | 9 km     |
| G       | 23°54′S 2°48′O / -23.9, -2.8 | 27 km    |
| H       | 25°30′S 5°36′O / -25.5, -5.6 | 29 km    |
| J       | 27°30′S 3°54′O / -27.5, -3.9 | 12 km    |
| K       | 25°12′S 4°36′O / -25.2, -4.6 | 8 km     |
| L       | 25°06′S 5°00′O / -25.1, -5.0 | 17 km    |
| M       | 24°48′S 4°24′O / -24.8, -4.4 | 17 km    |
| N       | 26°12′S 5°24′O / -26.2, -5.4 | 7 km     |
| O       | 24°42′S 3°48′O / -24.7, -3.8 | 5 km     |
| P       | 26°24′S 3°42′O / -26.4, -3.7 | 5 km     |
| Q       | 25°54′S 0°00′E / -25.9, -0.0 | 4 km     |
| R       | 26°30′S 3°12′O / -26.5, -3.2 | 4 km     |
| S       | 27°18′S 2°18′O / -27.3, -2.3 | 9 km     |
| T       | 24°36′S 0°54′O / -24.6, -0.9 | 5 km     |
| U       | 27°00′S 2°00′O / -27.0, -2.0 | 15 km    |
| V       | 26°42′S 0°18′O / -26.7, -0.3 | 6 km     |
| W       | 25°30′S 2°18′O / -25.5, -2.3 | 20 km    |
| X       | 25°24′S 1°06′O / -25.4, -1.1 | 4 km     |
| Y       | 25°48′S 6°48′O / -25.8, -6.8 | 16 km    |